# Salvador Palha
Salvador Palha (ur. 14 kwietnia 1984 w Lizbonie) – portugalski rugbysta grający na pozycji rwacza, reprezentant kraju, uczestnik Pucharu Świata 2007.
Podczas kariery sportowej związany był z klubem Grupo Desportivo Direito.
Z kadrą U-19 uczestniczył w mistrzostwach świata w 2003.
W reprezentacji Portugalii w latach 2006–2010 rozegrał łącznie 18 spotkań nie zdobywając punktów. W 2007 roku nie znalazł się w pierwotnym składzie kadry na Puchar Świata, lecz po kontuzji Marcello d’Orey otrzymał dodatkowe powołanie i wystąpił w tym turnieju w jednym meczu.